# Université de San Carlos
L'université de San Carlos, située dans la ville de Cebu, est l'établissement d'enseignement supérieur d'inspiration européenne le plus ancien aux Philippines et en Asie.

## Histoire
Fondée le 1er août 1595, par les pères jésuites espagnols Antonio Sedeño, Pedro Chirino et Antonio Pereira, elle prend le nom de Colegio de San Ildefonso en 1606. Elle est donc plus ancienne que l'Université de Saint Thomas (fondée en 1611), l'université de Manille et l'université Harvard (États-Unis, fondée en 1636).
Quand les jésuites sont expulsés des Philippines, en 1769, le Colegio de San Ildefonso est fermé. Il est rouvert, en 1783, à l'initiative de l'évêque Mateo Joaquin de Arevalo, et prend alors le nom de Colegio-Seminario de San Carlos.
En 1852, la gestion du collège est confiée aux pères dominicains, puis, en 1867, aux pères de l'ordre de Saint-Vincent puis, en 1935, à la Societas Verbi Divini (« Société du Verbe Divin »).
La Seconde Guerre mondiale provoque l'interruption des cours en 1941, et plusieurs bâtiments souffrent de diverses destructions. La réouverture des diverses facultés s'échelonne entre 1945 et 1946.
Le collège-séminaire de San Carlos devient l'« université de San Carlos » en 1948. Diverses facultés sont créées depuis cette époque, et de nouveaux bâtiments sont construits.
L'université de San Carlos est actuellement présidée par le frère Roderick C. Salazar, Jr. Le conseil d'administration (Board of Trustees) est présidé par Jesus N. Alcordo.

## Enseignants
- Heinz Kulüke

## Étudiants
- Haroldo Rodas

## Facultés
- Faculté de droit (College of Law)
- Faculté des arts et des sciences (Faculty of Arts and Sciences)
- Faculté d'infirmerie (College of Nursing)
- Faculté de commerce (College of Commerce)
- Faculté d'éducation (College of Education)
- Faculté d'ingénierie (College of Engineering)
- Faculté de pharmacie (College of Pharmacy)
- Faculté d'architecture et des arts appliqués (College of Architecture and Fine Arts)
- Diverses écoles d'enseignement « de base » (primaire, élémentaire et secondaire)

Selon les disciplines couvertes, ces facultés offrent l'accès à divers types de diplômes : Doctor, Master, Bachelor, Certificate, Associate.